# Bertignat
Bertignat es una comuna francesa situada en el departamento de Puy-de-Dôme, en la región Auvergne-Rhône-Alpes. 

## Demografía
| 870 | 760 | 649 | 573 | 552 | 495 | 454 |
| Para los censos de 1962 a 1999 la población legal corresponde a la población sin duplicidades (Fuente: INSEE [Consultar]) |     |     |     |     |     |     |